# Donacoscaptes chiloidellus
Donacoscaptes chiloidellus là một loài bướm đêm trong họ Crambidae.